# John Deere
A Deere & Company amerikai mezőgazdasági és munkagépeket gyártó multinacionális vállalat. A vállalatot 1837-ben alapították az USA-ban Deere & Company néven. A vállalat része az amerikai S&P 500 részvényindexnek is. A vállalat részvényeivel a New York-i tőzsdén kereskednek.

## Története
A vállalatot John Deere és Grand Detor alapították 1837-ben; Moline, Illinois (USA.). A vállalat fő profilja a mezőgazdasági munkagépek, erőgépek, kombájnok és traktorok gyártása és forgalmazása.

## Termékek
- Mezőgazdasági gépek (traktorok, kombájnok stb.)
- Mezőgazdasági földmunka eszközök (eke, tárcsa, szárzúzó stb.)
- Munkagépek (markolók, lánctalpasok)

## Galéria

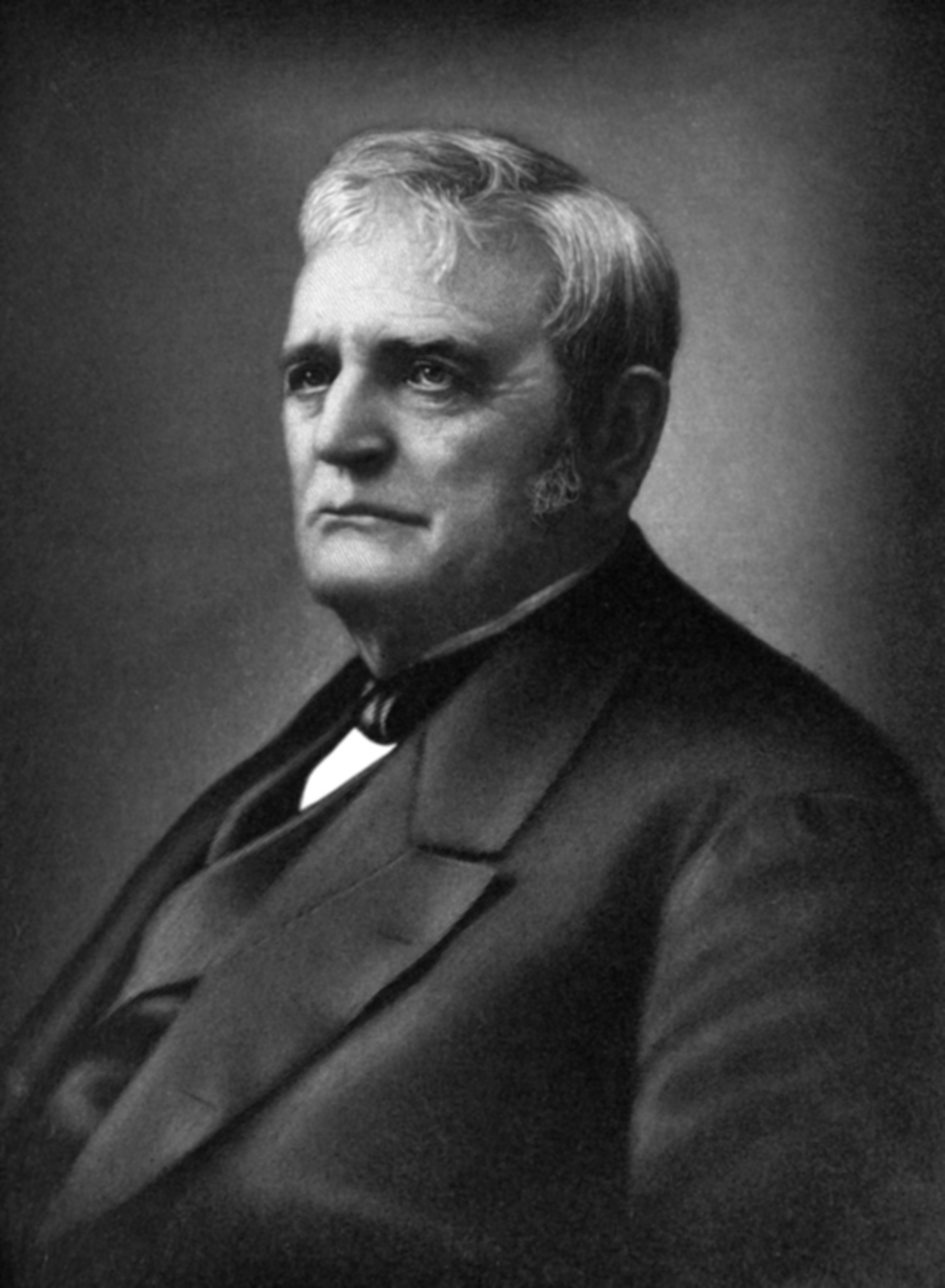
John Deere portréja
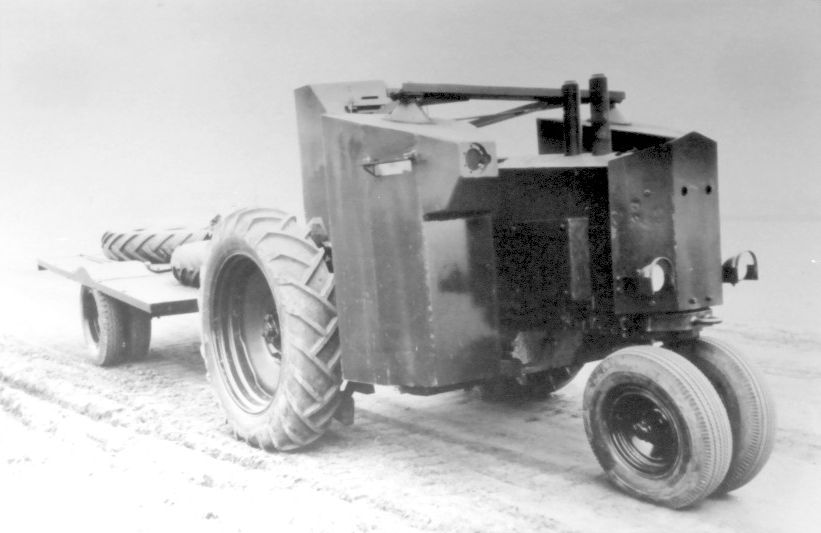
Az első John Deere traktor

Kisgépek (fűnyíró)

John Deere gépek
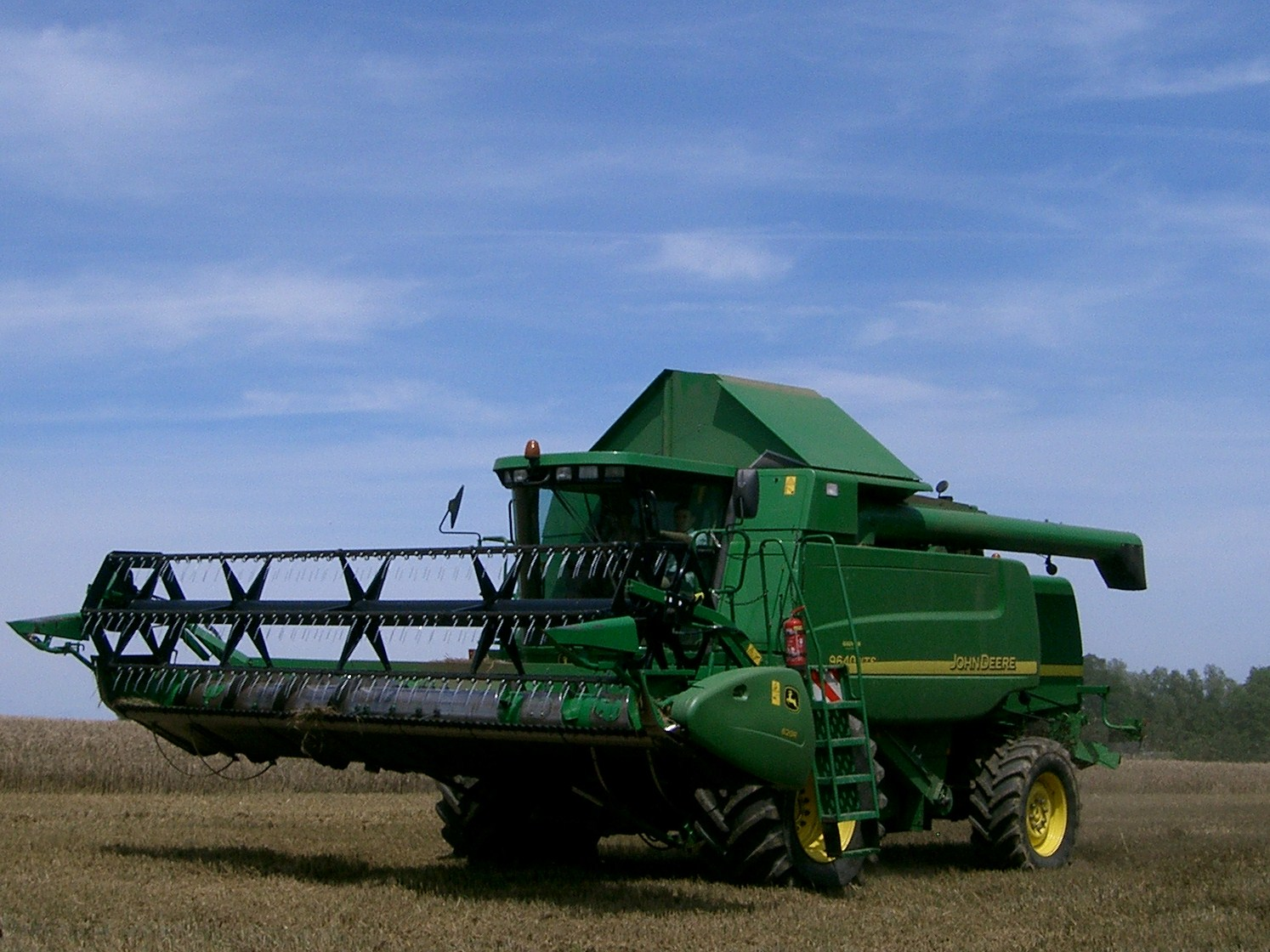
Kombájn
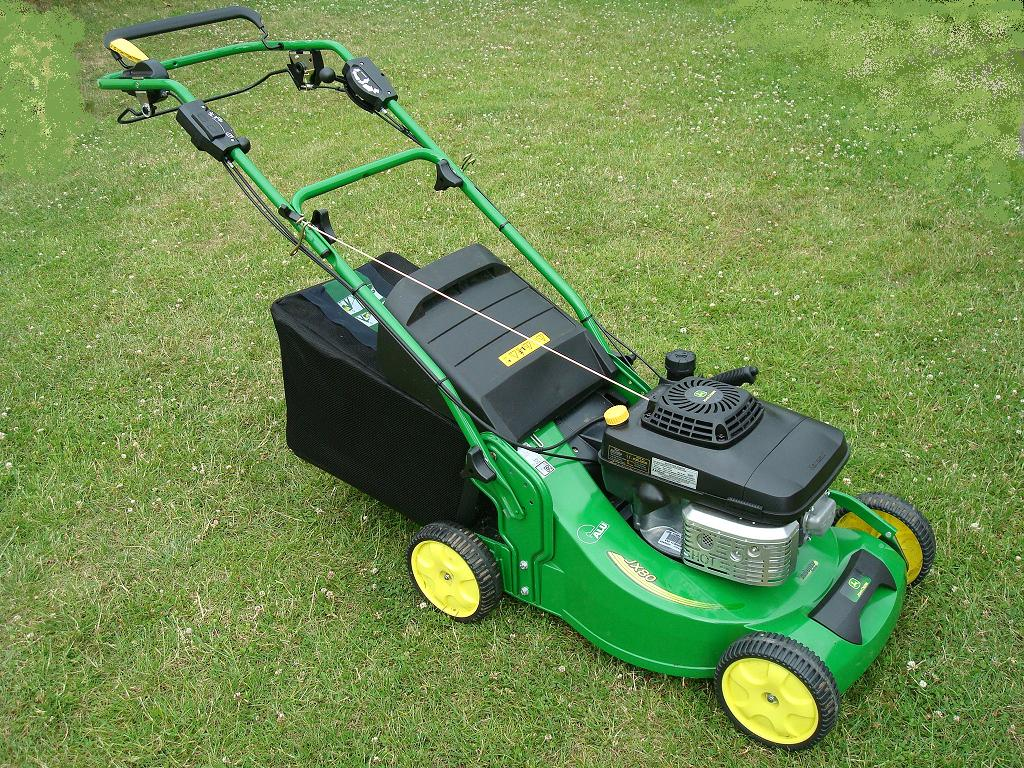
Fűnyíró
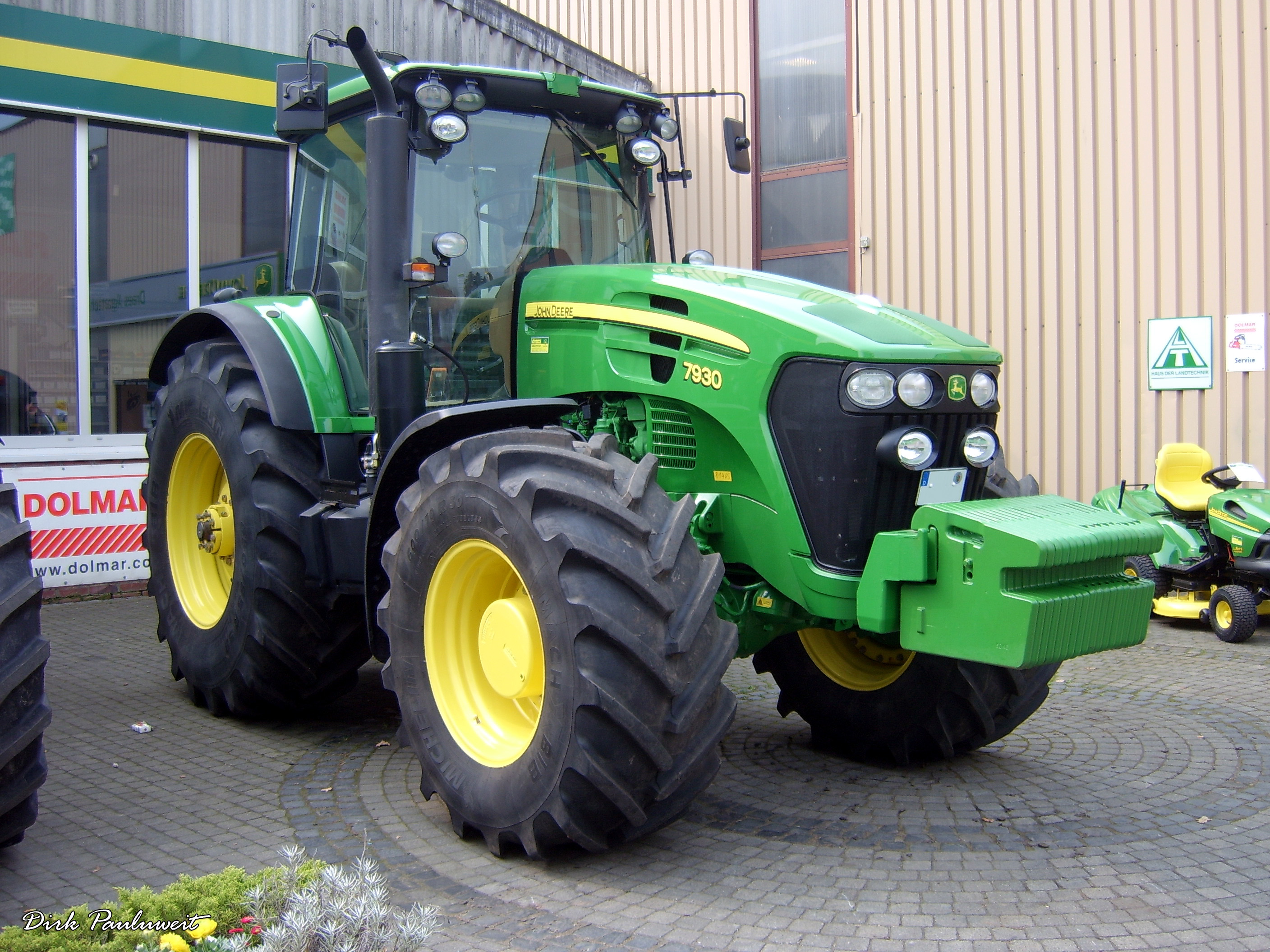
Traktor
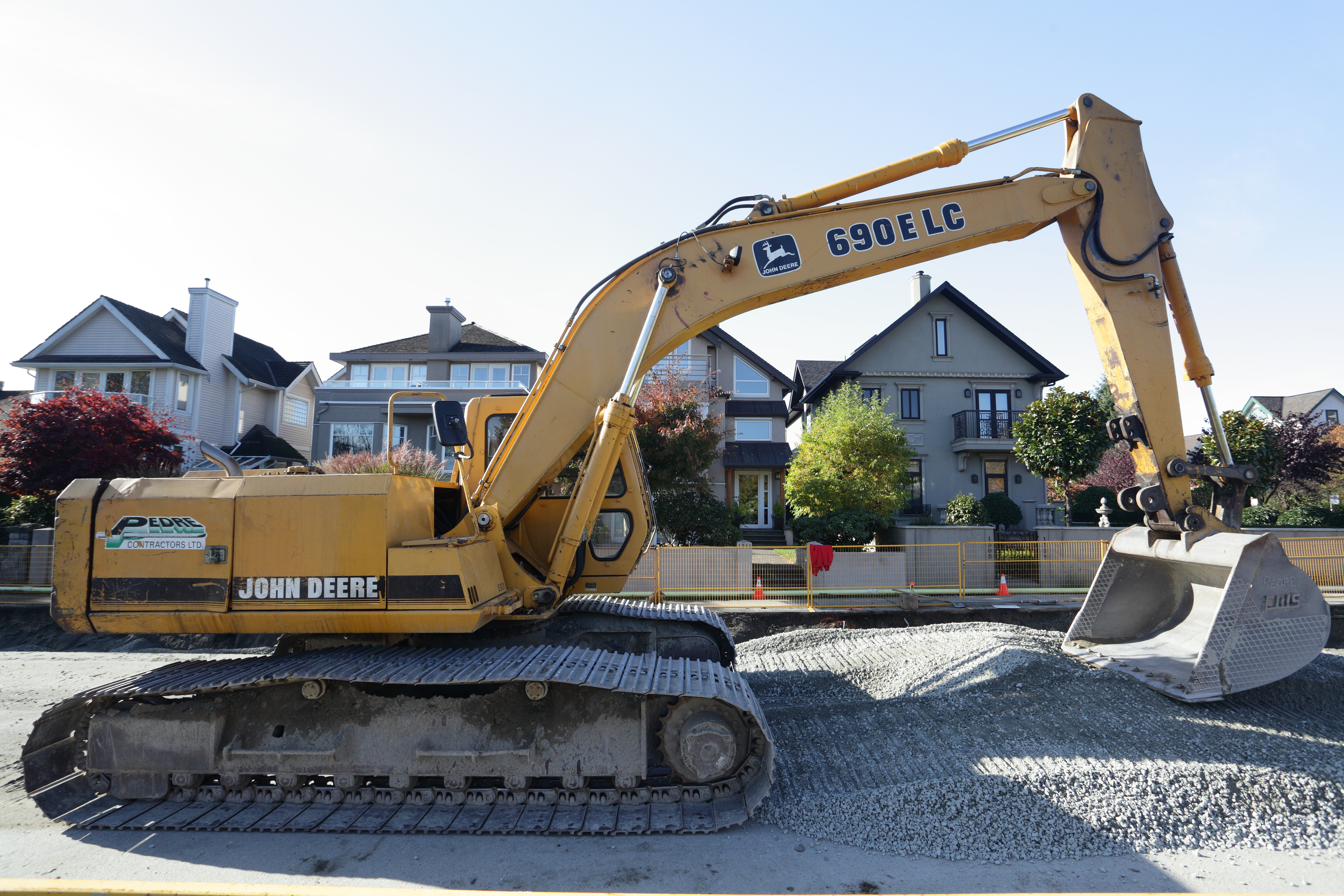
Lánctalpas markoló
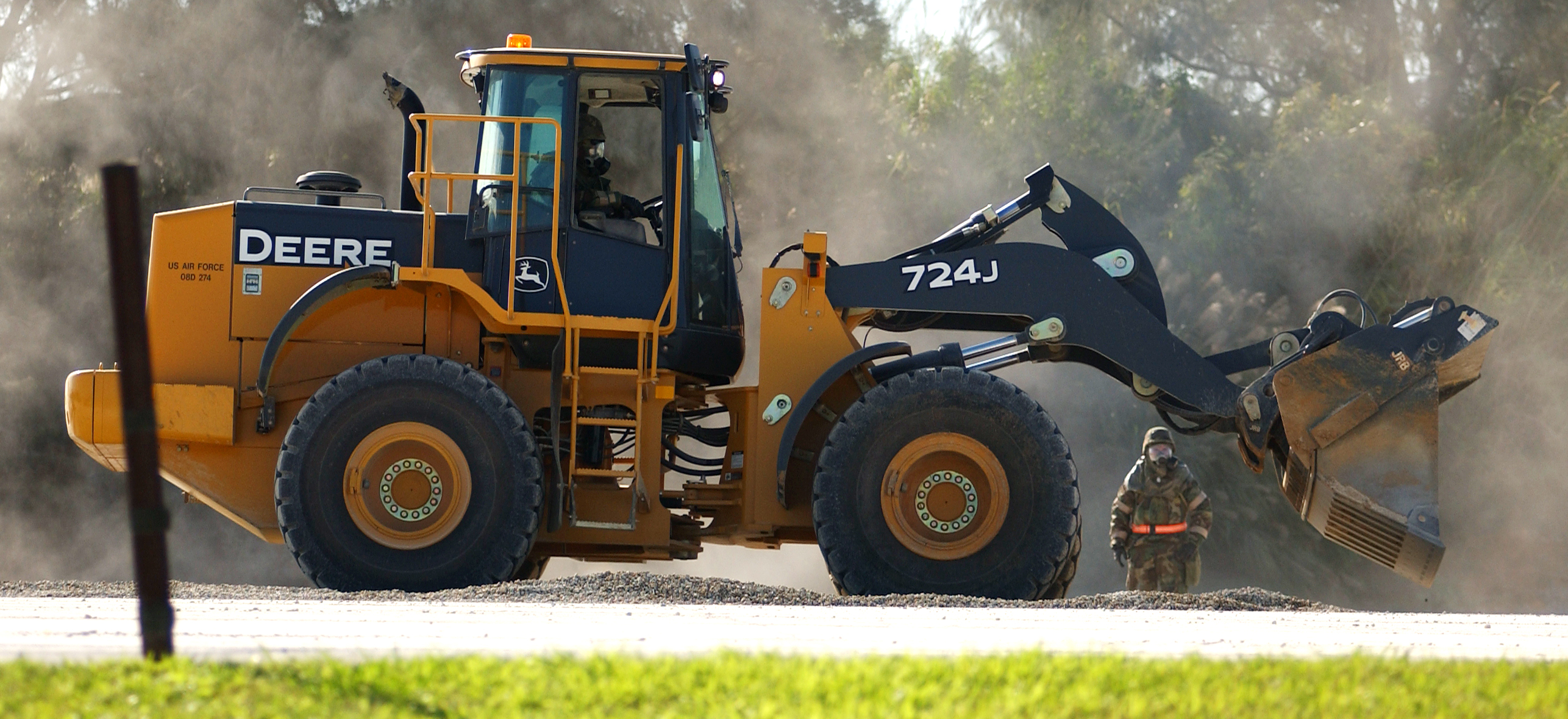
Homlokrakodó
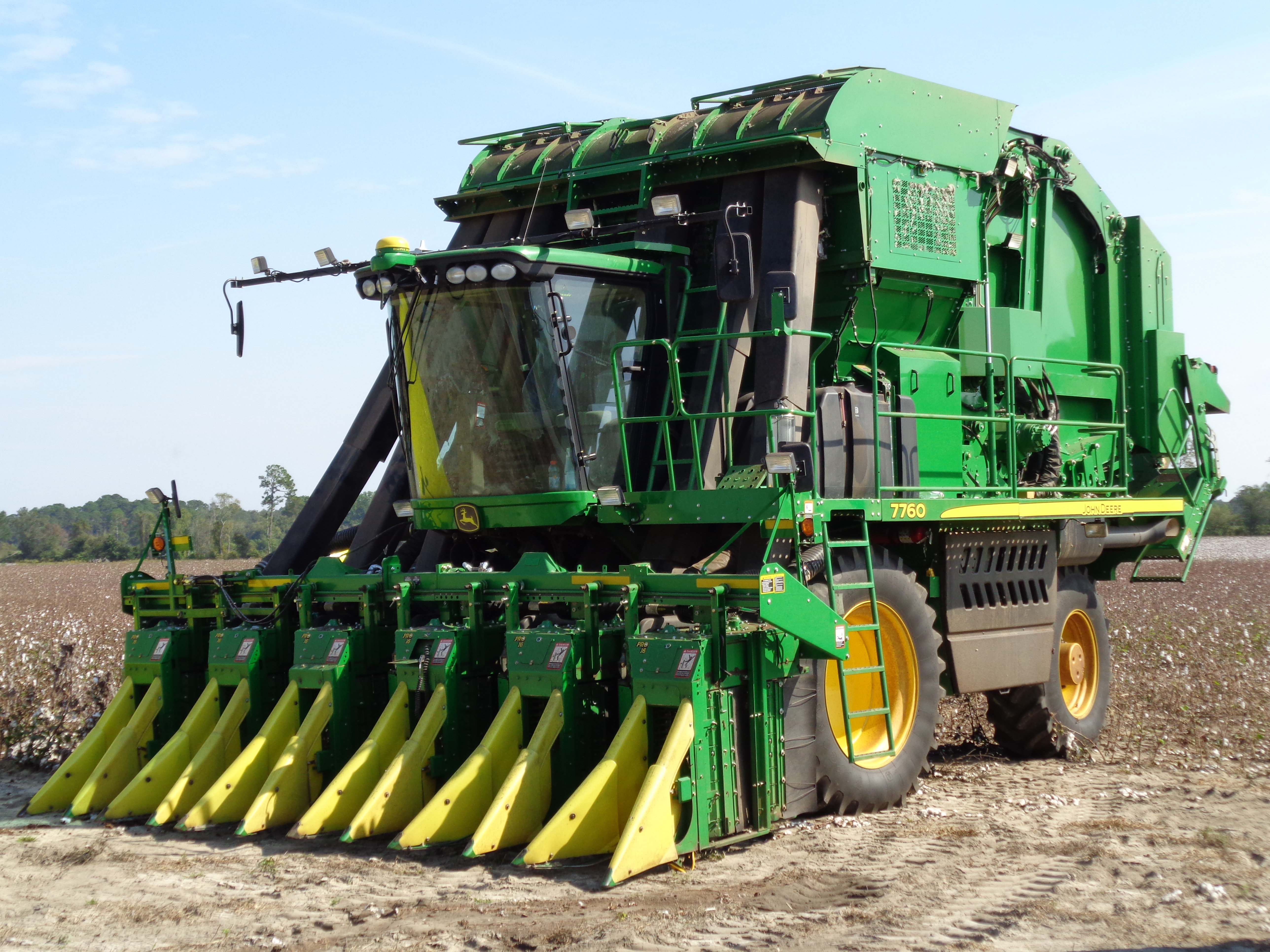
Gyapot betakarító
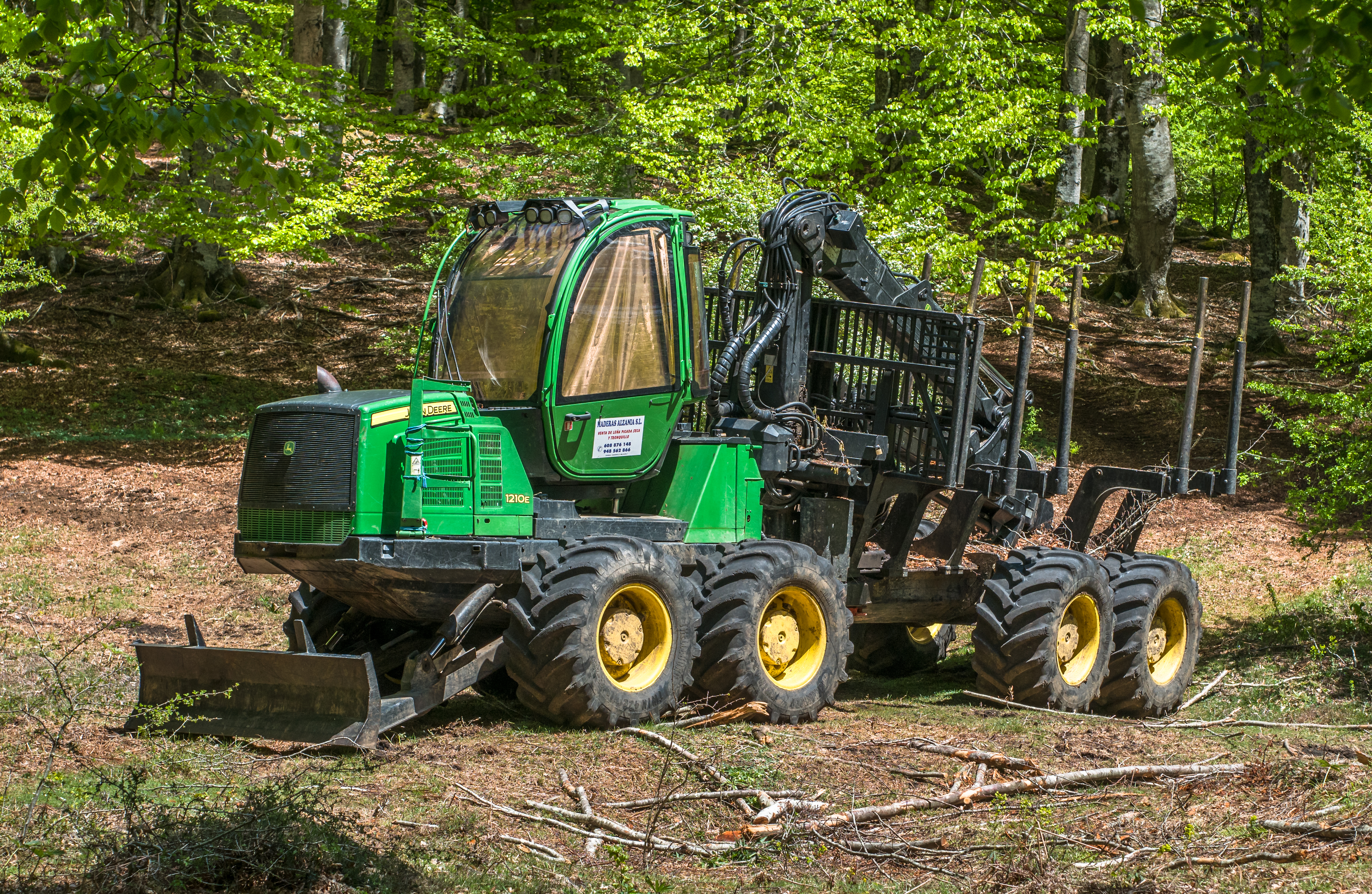
Hidraulikus emelővel ellátott farönkszállító

John Deere logók
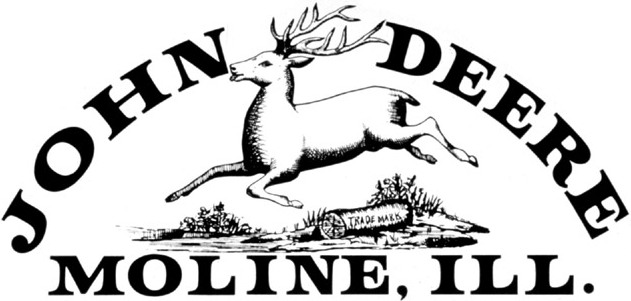
1876-1912 John Deere logó
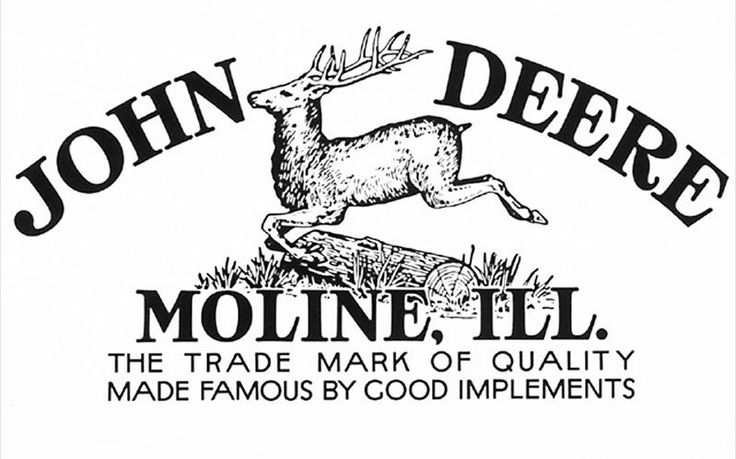
1912-1936 John Deere logó
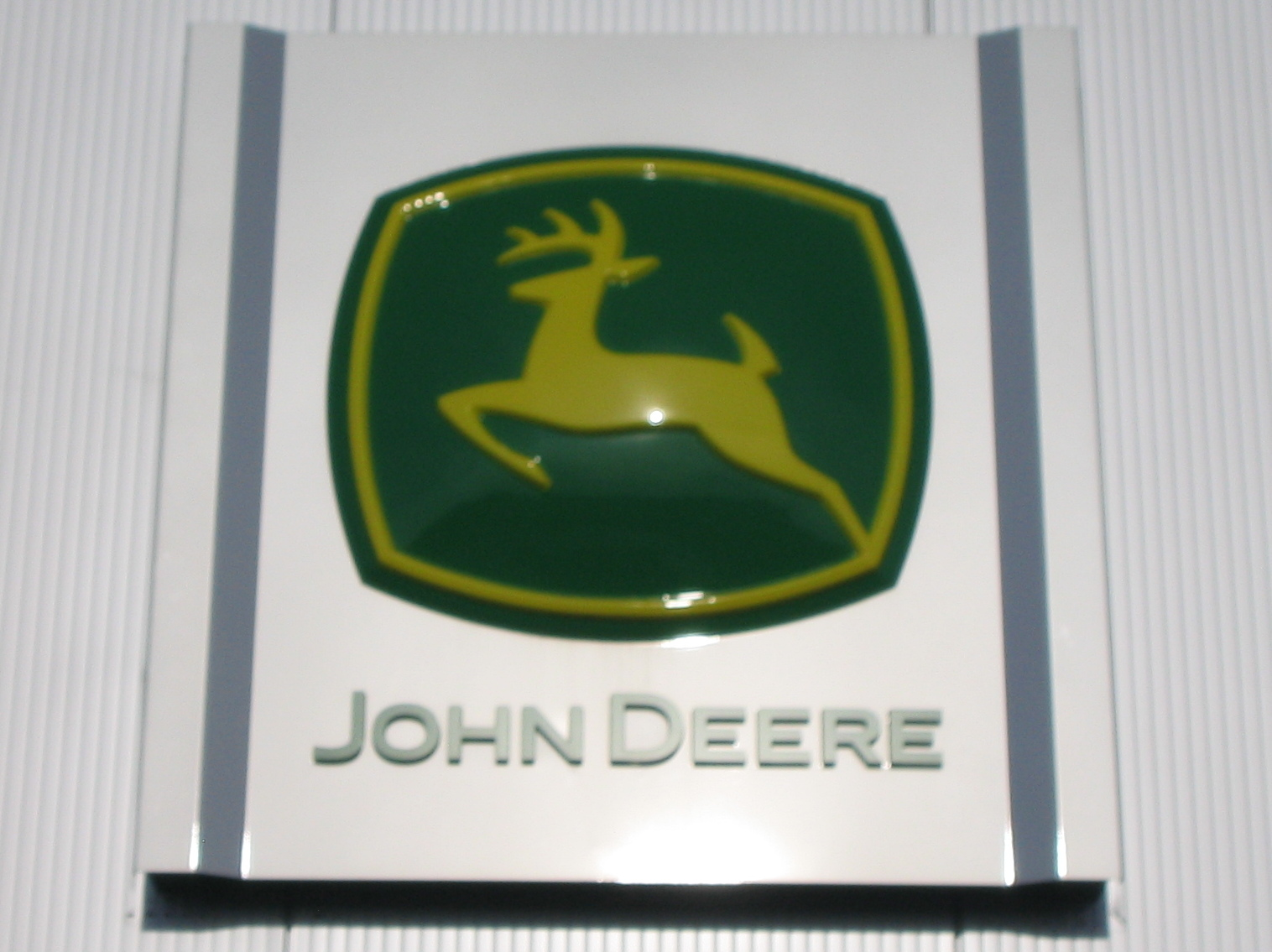
Logó napjainkban

A John Deere logó meghatározó motívuma kezdetektől a szarvas.